# Mossâmedes
Mossâmedes är en kommun i Brasilien.   Den ligger i delstaten Goiás, i den centrala delen av landet, 240 km väster om huvudstaden Brasília. Antalet invånare är 5 005.
Omgivningarna runt Mossâmedes är huvudsakligen savann. Runt Mossâmedes är det mycket glesbefolkat, med 7 invånare per kvadratkilometer.